# Fallout Shelter
Fallout Shelter è un videogioco di simulazione gratuito sviluppato da Bethesda Game Studios e pubblicato da Bethesda Softworks. Spin-off della serie Fallout. È disponibile dal 14 giugno 2015 per i dispositivi iOS, subito dopo la conclusione della prima conferenza Bethesda all'Electronic Entertainment Expo 2015. È stato distribuito su dispositivi Android, tramite Google Play, il 13 agosto 2015, per Microsoft Windows nel luglio 2016, per Xbox One nel febbraio 2017 e per Nintendo Switch e PlayStation 4 nel giugno 2018.

## Trama
Il gioco è ambientato nell'universo di Fallout, in uno degli innumerevoli Vault dispersi nella Zona Contaminata. Il giocatore impersona il soprintendente incaricato dalla Vault-Tec di gestire il Vault attraverso un sistema di raccolta di risorse per sostenere la vita degli abitanti.

## Modalità di gioco

Schermata di gioco

In Fallout Shelter, i giocatori costruiscono e gestiscono i loro Vault come soprintendenti, il capo e coordinatore, guidando e dirigendo gli abitanti nelle loro esigenze come energia, cibo e acqua per mantenerli felici. Si salvano gli abitanti dalla zona contaminata e li si assegna alle diverse stanze che generano risorse nel Vault, il gioco utilizza il sistema delle statistiche SPECIAL degli altri capitoli di Fallout. Il profilo SPECIAL di ogni personaggio influisce sulla sua capacità di generare risorse diverse, mentre le statistiche possono essere aumentate con l'allenamento nelle stanze adibite a ogni statistica. Gli abitanti possono incrementare il livello nel tempo, aumentando la loro salute, ed essere armati per sconfiggere i vari nemici che si introducono nel Vault. Il numero degli abitanti del Vault può essere esteso aspettando il loro arrivo dalla zona contaminata o facendo accoppiare abitanti maschi e femmine negli alloggi per procreare figli.
Bilanciare risorse come cibo, energia e acqua è un aspetto importante del gioco. Diverse stanze possono essere costruite nel Vault, fornendo oggetti o bonus alle statistiche. Portando a termine gli obiettivi, i giocatori vengono ricompensati con cestini del pranzo che contengono carte a sorpresa, come armi, abiti, risorse o nuovi abitanti. I cestini possono anche essere acquistati separatamente attraverso le microtransazioni.

### Aggiornamenti
Il 30 giugno 2015 nel gioco è stato inserito un personaggio di Fallout 4 come abitante del Vault. Preston Garvey, il leader dei Minutemen del Commonwealth, è stato inserito in un cestino da pranzo insieme al moschetto laser, la quale può essere equipaggiata dagli altri abitanti. Il 10 luglio seguente il gioco ha ricevuto il primo aggiornamento che risolve alcuni problemi e aggiunge la modalità fotografica, la quale permette ai giocatori di catturare e condividere le immagini del proprio Vault. Il 13 agosto il gioco è stato reso su Android e un aggiornamento ha aggiunto i ratti talpa e i deathclaw come nuovi nemici, la possibilità che i predatori possano rubare tappi, oltre alle risorse e i robot aiutanti Mr. Handy, disponibili solo con i cestini da pranzo. Il 15 ottobre il gioco è stato aggiornato alla versione 1.2 che ha inserito i salvataggi nel cloud, la modalità sopravvivenza, un altro personaggio di Fallout 4, Piper, una schermata per le statistiche di gioco, la possibilità di saltare i tutorial e una nuova abilità in cui gli abitanti possono depredare l'equipaggiamento dei predatori sconfitti. Il 10 dicembre 2015 il gioco ha ricevuto l'aggiornamento 1.3 che ha aggiunto gli animali domestici incluso Dogmeat, la facoltà di sfrattare gli abitanti, la funzione di vendere gli oggetti dell'inventario con un solo pulsante e nuove linee di conversazione per gli abitanti del Vault.
Nel marzo 2016, con l'aggiornamento 1.4, nel gioco è stato incluso un sistema di creazione di abiti e armi, nuovi animali domestici e nuove stanze incluso il barbiere. Il 14 luglio seguente è stato reso disponibile l'aggiornamento 1.6 che inserisce le missioni per gruppi di tre abitanti o in solitaria, nuovi nemici come i ghoul ferali e gli scorpioni radioattivi, mentre il sistema di combattimento è stato migliorato.

## Pubblicazione
La versione per Microsoft Windows del gioco è stata annunciata durante la conferenza alla stampa di Bethesda all'E3 il 12 giugno 2016. È stata resa disponibile il 14 luglio seguente sulla piattaforma Bethesda.net. Il 7 febbraio 2017 Fallout Shelter è arrivato su Xbox One. Il 10 giugno 2018, durante la presentazione di Bethesda all'E3 2018, il gioco è stato annunciato e distribuito il giorno stesso per PlayStation 4 e Nintendo Switch, rendendolo il primo videogioco della serie di Fallout ad essere disponibile su una piattaforma Nintendo.

## Accoglienza

### Critica
| Testata                              | Versione | Giudizio |
| ------------------------------------ | -------- | -------- |
| Metacritic (media al 19 aprile 2024) | PC       | 63/100   |
| Metacritic (media al 19 aprile 2024) | iOS      | 71/100   |
| Metacritic (media al 19 aprile 2024) | Switch   | 61/100   |
| Destructoid                          | iOS      | 7/10     |
| Game Informer                        | iOS      | 7/10     |
| Gamezebo                             | iOS      | [ 24 ]   |
| IGN                                  | iOS      | 6.8/10   |
| Game Revolution                      | iOS      | [ 26 ]   |
| Multiplayer.it (ITA)                 | PS4      | 7.5/10   |
| Pocket Gamer                         | iOS      | 7/10     |

Secondo l'aggregatore di recensioni Metacritic, Fallout Shelter ha ricevuto recensioni "miste".
I recensori hanno generalmente apprezzato la modalità di gioco, sebbene abbiano criticato la mancanza di profondità. Harry Slater di Pocket Gamer ha affermato: «Non è esattamente il gioco post apocalittico più coinvolgente ma se sei un giocatore casual c'è molto di cui apprezzare qui.» Chris Carter di Destructoid ha notato: «Non voglio giocarci ogni giorno in eterno, ma vale sicuramente il tempo che ci ho investito.» Justin Davis di IGN ha osservato: «Fallout Shelter ha un disperato bisogno di una serie di obiettivi di fine gioco altrimenti le risorse calano se si aspetta con impazienza.» Daniel Tack di Game Informer ha riassunto la grafica come: «invitante nell'estetica dell'iconico Vault Boy.» Chris Carter ha commentato che: «graficamente Fallout Shelter è molto più notevole della maggior parte di giochi gestionali sul mercato.» Jason Faulkner di Gamezebo ha asserito: «non solo i piccoli abili abitanti del Vault sono presentati in modo intelligente nel fedele stile Fallout, ma il Vault stesso è piuttosto sorprendente.»

### Download
Fallout Shelter è diventata l'applicazione iOS gratuita più popolare negli Stati Uniti e nel Regno Unito entro un giorno dalla sua distribuzione e il gioco iOS più scaricato il 26 giugno 2015. Al giugno 2016, Fallout Shelter aveva oltre 50 milioni di giocatori. Il 17 settembre 2017 Bethesda annuncia il superamento di 100 milioni di utenti. Al giugno 2020 il gioco era stato scaricato più di 170 milioni di volte.

### Riconoscimenti
- 2015 – Golden Joystick Awards[34]
  - Miglior gioco mobile
- 2015 – The Game Awards[35]
  - Candidatura al miglior gioco mobile / portatile
- 2015 – D.I.C.E. Awards[36][37]
  - Gioco mobile dell'anno
  - Candidatura al gioco di simulazione / strategia dell'anno

## Altri media
Un gioco da tavolo adattamento di Fallout Shelter è uscito nell'agosto 2020.